# چهار برادر ماهر
چهار برادر ماهر (به آلمانی: Die vier kunstreichen Brüder) از جمله افسانه‌های فولکلور آلمانی است که توسط برادران گریم گردآوری شده‌است. این افسانه در چاپ دوم کتاب «افسانه‌های کودکان و خانوادگی» در سال ۱۸۱۹ و با شمارهٔ KHM 129 منتشر شد. بر پایهٔ رده‌بندی افسانه‌ها در سیستم آرنه-تامپسون-اوتر، این افسانه در گروه ۶۵۳ قرار دارد. منبع این افسانه از خانوادهٔ اشرافی فون‌هاکسهوزن در پادربورن نقل شده‌است.

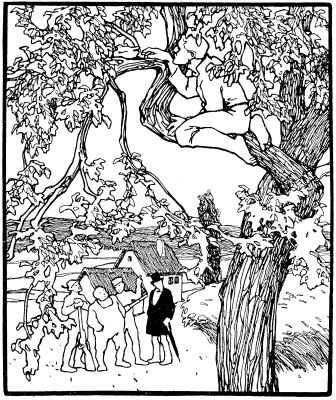
تصویرنگاری ۱۹۰۹

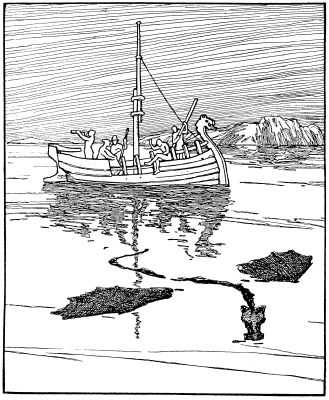
تصویرنگاری ۱۹۰۹

## داستان
پیرمردی فقیر دارای چهار پسر بود. روزی از آن‌ها خواست که هر یک از ایشان برای آموختن یک حرفه به راهی جداگانه بروند و در بازگشت، مهارت خود را نشان دهند. برادر اول شاگرد دزدی شد، دومی منجم، سومی شکارچی و چهارمی خیاط.
چهار سال بعد، هر یک از پسران به خانه برگشتند و پدرشان تصمیم گرفت توانایی آن‌ها را بسنجد. او از پسر دوم پرسید در لانه‌ای که بر فراز درختی است، چند تخم پرنده وجود دارد. منجم با تلسکوپ نگاه کرد و گفت پنج عدد. سپس، پسر اول بدون آن‌که پرندهٔ مادر متوجه شود، تخم‌ها را دزدید. شکارچی با یک تیر، پنج تخم را نشانه گرفت و شکست. خیاط، تخم‌ها و جوجه‌های درونشان را دوخت و وقتی تخم‌ها به لانه بازگردانده شدند، جوجه‌ها بدون هیچ مشکلی بیرون آمدند، تنها نشانی از نخ قرمز بر گردن داشتند.
چندی بعد، دختر پادشاه به دست اژدهایی ربوده شد. چهار برادر تصمیم گرفتند او را نجات دهند. منجم با تلسکوپ، مکان شاهزاده‌دختر را یافت و درخواست کشتی کردند تا به آنجا برسند. اژدها کنار شاهزاده‌خانم خوابیده بود. دزد با مهارتی ویژه، دختر را بدون بیدار کردن اژدها دزدید. اما اژدها بیدار شد و تعقیب‌شان کرد. این بار شکارچی اژدها را کشت ولی لاشهٔ سنگین اژدها بر کشتی افتاد و آن را شکست. خیاط بلافاصله کشتی را با نخ و سوزن دوخت و همگی نجات یافتند.
پادشاه که شاهد نقش حیاتی هر چهار برادر در نجات دخترش بود، نتوانست یکی را به‌عنوان داماد برگزیند. در نتیجه، پادشاه پاداش آن‌ها را این‌گونه تعیین کرد: هر کدام، یک‌چهارم پادشاهی را دریافت کنند. برادران نیز با این تصمیم موافقت کردند.

## تحلیل
داستان از کهن‌ترین ساختارهای افسانه‌ای بهره می‌برد که در آن چند برادر، هر یک مهارتی خاص دارند و با همکاری یکدیگر چالشی عظیم را حل می‌کنند. همچنین، مسئلهٔ تقسیم عادلانهٔ پاداش، تمی اخلاقی و اجتماعی در این افسانه است.

### گسترهٔ جهانی
مطالعات دانیل جی. کراولی نشان می‌دهد که افسانهٔ چهار برادر ماهر از رایج‌ترین الگوهای افسانه‌ای در سطح جهان است. این افسانه در کشورهای اروپایی چون ایتالیا، فرانسه، روسیه، صربستان، چک و دانمارک، و همچنین در مناطق شرقی از جمله هند و ایران دیده می‌شود. استیت تامپسون منشأ اولیهٔ این داستان را در ادبیات کلاسیک هند دانسته‌است؛ به‌ویژه در اثر «دریای حکایات» که شامل داستان‌هایی با مضمون‌های مشابه است.

## نسخه‌ها و بازنویسی‌ها
- در ادبیات هند: سه جوان با مهارت‌های خارق‌العاده بر سر ازدواج با شاهزاده‌دختری رقابت می‌کنند.
- در داستان‌های ایتالیایی بازیله: پنج پسر با همکاری، شاهزاده‌خانمی را از چنگال مار نجات می‌دهند.
- در افسانهٔ چکی: چهار برادر با توانایی‌های ویژه‌، شاهزاده را نجات می‌دهند.
- در نسخهٔ روسی آفاناسیف: هفت برادر به نام «سمیون» به مأموریت پادشاه می‌روند.
- در افسانهٔ صربستان: پنج اژدها با یک دزد همکاری می‌کنند تا شاهزاده‌خانمی را از اژدهایی هفت‌سر نجات دهند.
- در دانمارک: شش برادر شاهزاده‌خانمی را آزاد می‌کنند، اما اختلاف میان آن‌ها باعث مرگشان و تبدیل‌شدن‌شان به ستارگان آسمان (پلیاد) می‌شود.

## در فرهنگ عامه
- در انیمهٔ ژاپنی Grimm's Fairy Tale Classics، نسخه‌ای از این داستان اقتباس شده‌است.
- در مجموعهٔ تلویزیونی مجارستانی Magyar népmesék اپیزودی با عنوان «منجم، دزد، شکارچی و خیاط» ساخته شده‌است.
- کانال YouTube انگلیسی «English Fairy Tales» این داستان را به‌صورت تصویری بازنویسی کرده‌است.
- کتابی با عنوان «چهار برادر باهوش» توسط فلیکس هافمن منتشر شده‌است.